# Яник, Майкл
Майкл Яник (англ. Michael Janyk, род. 22 марта 1982, Ванкувер, Британская Колумбия) — канадский горнолыжник, призёр чемпионата мира. Специализируется в слаломе. Брат известной горнолыжницы Бритт Яник.
В Кубке мира Яник дебютировал в 2002 году, в декабре 2006 года первый и пока единственный раз попал в тройку лучших на этапе Кубка мира в слаломе. Кроме подиума на сегодняшний день имеет 20 попаданий в десятку лучших на этапах Кубка мира, все так же в слаломе. Лучшим достижением в общем зачёте Кубка мира, является для Яника 25-е место в сезоне 2009-10.
На Олимпиаде-2006 в Турине, стал 17-м в слаломе. На Олимпиаде-2010 в Ванкувере, стартовал в двух дисциплинах: суперкомбинация — 26-е место, слалом — 13-е место. На Олимпиаде-2014 в Сочи, занял 16-е место в слаломе.
За свою карьеру участвовал в трёх чемпионатах мира, завоевал бронзовую медаль на чемпионате мира — 2009 в Валь-д'Изере.
Спонсировался производителем лыжного оборудования Rossignol. Анонсировал завершение карьеры в марте 2014 года.